# Albert I, Conte de Gorizia
Albert I (n.c. 1240 – d. 1 aprilie 1304) aparținând Liniei Meinhardinilor din Casa de Gorizia. Între 1258 și 1271 Albert a cârmuit împreună cu fratele său Meinhard al IV-lea, comitatele Gorizia și Tirol. În 1271 ei și-au împărțit teritoriile moștenite. Din acest an Albert I a fost conte de Gorizia până la sfârșitul vieții în 1304. Descendenții săi au format Linia Albertină care a condus comitatul Gorizia până la stingerea ei în 1500.

## Biografie
Albert a fost cel de-al doilea fiu al contelui Meinhard al III-lea de Gorizia și al Adelaidei, fiica lui Albert al III-lea, ultimul din familia conților de Tirol.
La moartea tatălui său în 1253 Albert I și fratele său mai mare, contele Meinhard al II-lea erau ostatici la Castelul Hohenwerfen ca urmare a Păcii de la Lieserhofer încheiate cu Filip, episcopul de Salzburg în 1252. Albert și Meinhard erau ostatici în schimbul bunicului lor, contele Albert al III-lea al Tirolului de la sfârșitul anului 1252, după atacul eșuat al acestuia și al tatălui lor, Meinhard al III-lea de Gorizia împotriva arhiepiscopului ales Filip de Spanheim. Până în 1258 cei doi frați au stăpânit împreună posesiunile moștenite. Conform surselor istorice Meinhard al II-lea a fost eliberat în 1258. Mai multe documente indică faptul că în acest răstimp mama lor, Adelaida, a fost cea care s-a ocupat de administrarea comitatelor. Albert I a evadat din cetatea Hohenwerfen în 1263. Frații au împărțit administrația teritoriilor astfel: Albert a preluat comitatul Gorizia, iar fratele său Meinhard, comitatul Tirol. Pe 4 martie 1271 a avut loc împărțirea teritorială oficială: Albert I a primit posesiunile din Gorizia, Friuli, Istria, Carniola, Carintia și cele din Pustertal la est de cetatea Mühlbacher Klause, iar Meinhard a primit comitatul Tirol. Unele drepturi (ca de exemplu încasarea taxelor vamale) urmau să fie exercitate în continuare în comun, veniturile obținute fiind împărțite între ei. În calitate de Vogt, străduindu-se să-și extindă teritoriile, Albert a intrat în conflict cu patriarhul Aquileiei. El a fost nemilos în eforturile sale de a-și mări sfera de putere. Disputele cu patriarhia din Aquileia au culminat cu capturarea patriarhului Petru de Montelego în 1267 (pe care l-a atacat când acesta se afla în pat) și asasinarea episcopului Albert de Concordia în 1268. Totuși, disputele care au durat ani câțiva ani, nu i-au adus decât stăpânirea în Cormons. Contele Albert a fost excomunicat și datorită sprijinului acordat lui Conradin de Hohenstaufen. Datorită influenței regelui Ottokar al II-lea al Boemiei, poziția lui Albert în raport cu patriarhia a fost slăbită. Mai târziu, expansiunea Veneției a dus la o nouă colaborare între patriarhiei Aquileia și contele Albert I. Când a izbucnit războiul între Ottokar al II-lea și Rudolf I de Habsburg, Albert și fratele său s-au alăturat celui din urmă și au atacat Craina și Marca Vindica în 1276.

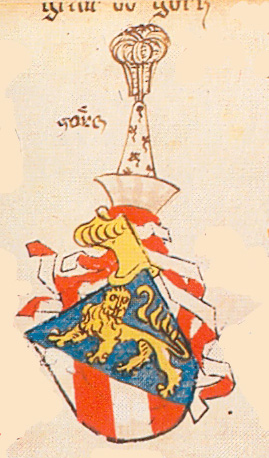
Blazonul Liniei Albertine, conții de Gorizia (Codex Ingeram, 1459)

Pe 25 octombrie 1303 Albert a împărțit teritoriile sale fiilor săi Henric al II-lea și Albert al II-lea de Gorizia.
Albert a murit în 1304, iar teritoriile sale au revenit în mare parte lui Henric al III-lea, în timp ce Albert al II-lea a primit doar pe cele din Pustertal.
Albert a fost înmormântat (conform Annales Foroiulienses) în Mănăstirea Rosazzo din Friuli.

## Căsătorii și descendenți
Albert I a fost căsătorit de două ori:
- cu Eufemia de Głogów, fiica ducelui Conrad al II-lea de Silezia-Głogów,
- cu Eufemia, fiica contelui Herman de Ortenburg, în 1275.[4]

Cea de-a doua soție îi fusese promisă în 1256, dar căsătoria nu a avut loc datorită prizonieratului lui Albert. Ea s-a căsătorit cu contele Conrad al II-lea de Plain-Hardeck, dar acesta a căzut în luptă împotriva maghiarilor în iunie 1260 la Staatz.
Contele Albert a avut trei copii:
- Henric al III-lea (1263 – 1323), din prima căsătorie (rezultă din contractul de căsătorie din 29 mai 1275), conte de Gorizia între 1304 și 1323;
- Albert al II-lea (d. 1327), conte de Gorizia din 1323 până în 1325;
- Clara Eufemia.